# Nuuk Idraetslag
Nuuk Idraetslag oftewel NÛK of Nuuk IL is een omnisportvereniging uit de Groenlandse hoofdstad Nuuk. De club is opgericht in 1934 en speelt in de Coca Cola GM, de hoogste voetbalcompetitie van Groenland, maar heeft ook een vrouwenelftal en een handbalteam. 

## Resultaten

### Voetbal
- Coca Cola GM

1981, 1985, 1986, 1988, 1990
- Coca Cola GM vrouwen

2001; 2002, 2004, 2005

### Handbal
- Nationale competitie

1978, 1991, 1994, 1995, 1996, 1997, 1998, 1999, 2001, 2002, 2004